# Felgyő
Felgyő är en by i provinsen Csongrád-Csanád i södra Ungern med 1 124 invånare (2020).